# Hengchunia truncata
Hengchunia truncata är en insektsart som beskrevs av Dai och Zhang 2005. Hengchunia truncata ingår i släktet Hengchunia och familjen dvärgstritar. Inga underarter finns listade i Catalogue of Life.